# 日野資秀
日野 資秀（ひの すけひで、1863年7月4日（文久3年5月19日）- 1903年（明治36年）11月24日）は、明治期の宮内官、政治家、華族。貴族院伯爵議員。旧名・柳原和麿、北小路光典。

## 経歴
山城国京都で柳原光愛と長谷川歌野の五男として生まれる。1875年（明治8年）北小路随光の養子となり光典（みつのり）と改名。1883年（明治16年）10月17日、養子縁組を解消し、同年10月27日、隠居した日野資貴（宗瑞）の相続人となり、同年12月、資貴の父資宗の死跡相続者となる。1884年（明治17年）7月7日、伯爵を叙爵した。
1880年（明治13年）明宮（大正天皇）出仕となり、同祗候、同御用掛を歴任。1888年（明治21年）から1893年までイギリスに留学（宮内省留学生）。帰国後、東宮職御用掛、東宮侍従を務めた。
1900年（明治33年）11月8日、貴族院伯爵議員補欠選挙で当選し、死去するまで在任した。墓所は青山霊園。

## 栄典
- 1903年（明治36年）11月24日 - 正三位[12]

## 親族
- 先妻 日野斐子（養父・資宗二女）[1]
- 後妻 日野つる（三島通庸四女）[1]
- 長男 日野資謙（伯爵）[1]
- 二女 伊集院清子（伊集院松治夫人）[1]
- 三女 日野花子（日野捷郎（養孫・実吉安純六男）夫人）[1]。捷郎は資謙の後を継いで伯爵を襲爵。
- 兄 柳原前光（元老院議長）[3]
- 姉 柳原愛子（大正天皇生母）[3]